# Anotia burnetii
Anotia burnetii är en insektsart som beskrevs av Fitch 1856. Anotia burnetii ingår i släktet Anotia och familjen Derbidae. Inga underarter finns listade i Catalogue of Life.